# Coprinellus impatiens
Coprinellus impatiens es una especie de hongo en la familia Psathyrellaceae. Fue descrito por primera vez en 1821, estuvo clasificado en diversos géneros: Psathyrella, Pseudocoprinus, Coprinarius, y Coprinus, antes de que un estudio molecular filogenético confirmara su pertenencia al género Coprinellus en 2001. El hongo se encuentra en América del Norte y Europa, donde los hongos crecen en el suelo en bosques caducifolios. Los cuerpos fructíferos tienen color ante y sus sombreros alcanzan hasta 4 cm de diámetro, sostenidos por un fino tallo blanquecino que pueden tener hasta 10 cm de alto. Varias otras especies de  Coprinopsis  que se parecen a  C. impatiens  pueden distinguirse por diferencias en la apariencia, hábito o morfología de las esporas.

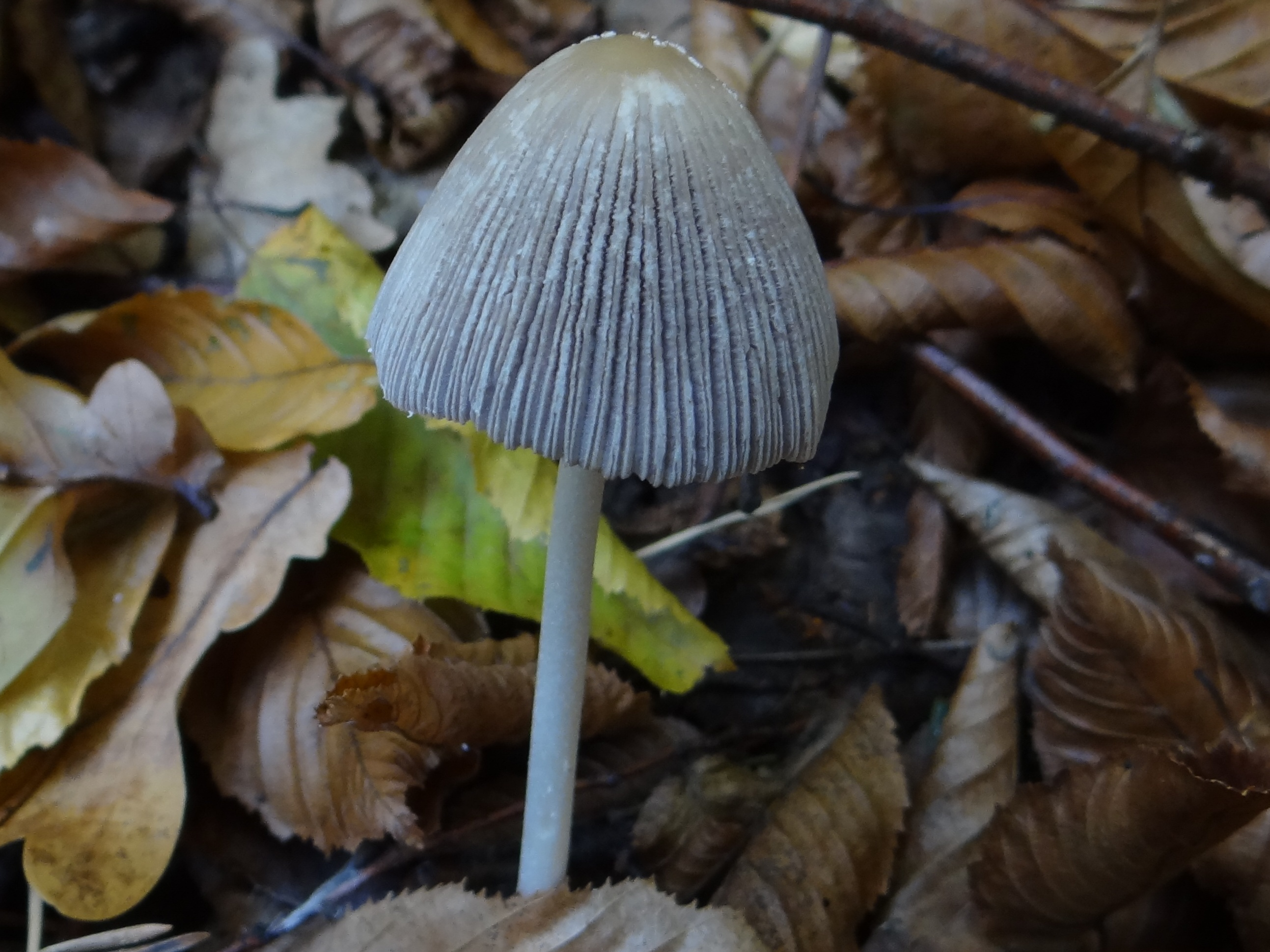
The cap surface has deep, narrow, radially arranged grooves.

## Hábitat y distribución
Coprinellus impatiens se encuentra en América del Norte y Europa (incluida Alemania, Polonia y Ucrania) además del norte de Turquía. En el noroeste de Estados Unidos se le encuentra en Oregón e Idaho. Los cuerpos fruosos crecen solitariamente, o raramente en pequeños grupos, entre la hojarasca de bosques caducifolios especialmente los de hayas.